# Nine (film)
Nine is een musicalfilm onder regie van Rob Marshall uit 2009. De film is gebaseerd op de musical Nine uit 1982 (scenario van Arthur L. Kopit, liedteksten en muziek Maury Yeston), die weer gebaseerd is op Federico Fellini's film 8½ (1963). Op een bepaalde manier is Nine als film een nieuwe versie van 8½.

## Verhaal
Guido Contini is een befaamde filmregisseur die streeft naar harmonie in zowel zijn carrière als privéleven. Zijn relatie met zijn echtgenote verloopt dramatisch, waarna hij meerdere affaires aangaat. Hij bevindt zich in een midlifecrisis en heeft geen inspiratie meer voor een nieuw scenario.

## Rolverdeling
- Daniel Day-Lewis - Guido Contini
- Marion Cotillard - Luisa Contini
- Penélope Cruz - Carla
- Nicole Kidman - Claudia
- Judi Dench - Lilian La Fleur
- Sophia Loren - Guido's moeder
- Stacy Ferguson - Saraghina
- Kate Hudson - Stephanie N.

## Productie
Op 12 april 2007 werd aangekondigd dat regisseur Rob Marshall bezig is met een nieuwe musicalfilm bij The Weinstein Company. De eigenaar van de studio, Harvey Weinstein vertelde ernaar uit te kijken samen te werken met Marshall, die de studio wist te imponeren met de musicalfilm Chicago (2002). In augustus 2007 werden Javier Bardem en Penélope Cruz aangekondigd als de eerste actrice in de film. Actrice Marion Cotillard was toen al in onderhandelingen om mee te spelen, maar ze werd pas in september 2007, samen met Catherine Zeta-Jones, bevestigd als actrice. Cotillard versloeg Katie Holmes en Demi Moore voor de rol. Niet veel later werd ook Sophia Loren aangekondigd. Dit was opmerkelijk, aangezien haar laatste film al uit 2005 dateerde. Loren legde uit dat ze de rol accepteerde om naar afleiding te zoeken. Haar echtgenoot was op dat moment namelijk onlangs overleden.
Al voordat de opnames waren begonnen, kwam de film in de roddelbladen toen Bardem en Cruz zoenend gespot werden. In november 2007 werd bekendgemaakt dat Zeta-Jones zich had teruggetrokken van de film. Naar geruchten deed ze dit, omdat Marshall haar rol als Claudia niet groter wilde maken. Bronnen vertelden dat Zeta-Jones haar rol in de film nooit serieus had genomen en niet vastberaden was in de film te spelen.
De opnames zouden beginnen in maart 2008, maar deze werden in november 2007 teruggeschoven naar het einde van 2008. Dit was te wijten aan de Writers Guild of America strike. In april 2008 werd Nicole Kidman aangekondigd als vervanger voor Zeta-Jones. Ook werd Judi Dench in een rol gekozen. In mei 2008 werd de film opnieuw vertraagd toen ook Bardem bekendmaakte zich terug te trekken van de film. Hij legde uit uitgeput te zijn door een overvol schema en meldde van plan te zijn een jaar vrij te nemen. Al twee weken later werd Day-Lewis aangekondigd als zijn vervanger.
Op dat moment werden er nog audities gehouden voor de rol van verslaggeefster Stephanie. Sienna Miller en Anne Hathaway waren sterke kanshebbers, maar de rol ging in juli 2008 naar Hudson. Marshall vertelde dat hij zelf niemand anders dan Hudson in ogen had voor de rol van Stephanie. Hij maakte bekend dat de rol zelfs speciaal voor haar geschreven werd. Zangeres Fergie was de laatste om gekozen te worden. Ze kreeg de rol van prostituee Saraghina en vertelde razend enthousiast te zijn. In augustus 2008 ontstonden echter geruchten dat de andere bandleden van The Black Eyed Peas minder blij zijn met haar rol in de film, aangezien deze al haar tijd opeist.
Voorbereidingen van de film gingen op 28 juli 2008 van start in Londen. De opnames begonnen op 29 september 2008.